# Баташани (Валча)
Баташани (рум. Bătășani) насеље је у Румунији у округу Валча у општини Ваља Маре. Oпштина се налази на надморској висини од 223 m.

## Становништво
Према подацима из 2002. године у насељу је живело 564 становника, од којих су сви румунске националности.